# 弗倫奇敦 (新澤西州)
弗倫奇敦（英語：Frenchtown）是位於美國新澤西州亨特登縣的自治市鎮。

## 人口
根據2020年美國人口普查的數據，弗倫奇敦的面積為3.18平方千米，當中陸地面積為2.92平方千米，而水域面積為0.26平方千米。當地共有人口1370人，而人口密度為每平方千米431人。